# Lionel Plumenail
Lionel Plumenail (ur. 22 stycznia 1967 w Bordeaux) – francuski szermierz, florecista, dwukrotny medalista olimpijski i czterokrotny medalista mistrzostw świata.
Na igrzyskach olimpijskich w Atlancie w 1996 roku zdobył srebrny medal w turnieju indywidualnym, przegrywając w finale z Włochem Alessandro Puccinim 12:15. Brał również udział w igrzyskach olimpijskich w Sydney w 2000 roku, gdzie reprezentacja Francji w składzie: Jean-Noël Ferrari, Lionel Plumenail, Brice Guyart i Patrice Lhôtellier wywalczyła złoty medal w turnieju drużynowym. Na tej samej imprezie zajął 29. miejsce w zawodach indywidualnych.
Podczas mistrzostw świata w Kapsztadzie w 1997 roku wspólnie z Patrice'em Lhôtellierem i Franckiem Boidinem, Olivierem Lambertem i Laurentem Belem zdobył złoty medal w zawodach drużynowych. Na tej samej imprezie był też trzeci indywidualnie, plasując się za Ukraińcem Serhijem Hołubyckim i Kim Young-ho z Korei Południowej. Następnie zdobył drużynowo srebrny medal podczas mistrzostw świata w Chaux-de-Fonds w 1998 roku. Francuzi z Plumenailem w składzie zdobyli także złoty medal w tej konkurencji na mistrzostwach świata w Seulu w 1999 roku.
Plumenail wywalczył również złoty medal w rywalizacji indywidualnej na mistrzostwach Europy w Limoges w 1996 roku.